# Mane Bernardo
Mane Bernardo (Buenos Aires, 15 de marzo de 1913 - Buenos Aires, 6 de octubre de 1991) fue una artista plástica, directora de teatro y titiritera argentina.
Fue profesora de Artes Visuales en las Escuelas Manuel Belgrano y Prilidiano Pueyrredón, y de Escultura en la Universidad de la Plata.
En 1937, junto a la escritora María Rosa Oliver, Irene Lara y Alberto Valla, fundó la Agrupación Teatral La Cortina, con la que estrenó más de 20 obras.
En 1978 fue nombrada Cavalieri (‘caballero’) por el Gobierno italiano.
Varios centros de educación infantil llevan su nombre.
Falleció el 6 de octubre de 1991 a los 78 años.

## Teatro de Títeres
Fue pionera en el teatro de títeres en la Argentina. En 1944 fue convocada para dirigir el Teatro Nacional de Títeres, dependiente del Instituto Nacional de Estudios Teatrales (INET) que funcionaba en el Teatro Nacional de Comedia (actual Teatro Nacional Cervantes), que funcionó hasta 1946. El trabajo de Bernardo con los títeres había comenzado algunos años antes, a través de Ernesto Arancibia, que la invitó a formar parte de su grupo titiritero, conformado por escritores y pintores como Jorge Larco, José Bonomi, José Luis Lanuza, Ricardo Bernárdez, José de Larrocha, Alberto Morera, entre otros.
 

En 1947 creó junto a su amiga Sarah Bianchi (1922-2010) el "Teatro Libre Argentino de Títeres". En 1954 decidieron cambiar el nombre al grupo "Títeres Mane Bernardo Sara Bianchi", a raíz de los problemas generados por el término "libre".
la palabra “libre” (¡y ya en esa época!) tenía un perfume nada recomendable. Lo más inocente que ocurría era que el público la interpretaba como de entrada libre y por lo tanto gratuita, cosa contraria a nuestros objetivos de trabajo profesional (…) El significado más gravoso de libre era la connotación política, algo que estaba “en contra” no sometido a las reglas estrictas de ideología populista o reaccionaria del momento. Tampoco eso tenía nada que ver con nuestros ideales de libertad creadora, espíritu libre, elevación ideal de lo que queríamos significar con nuestro teatro de títeres.
No fue el único tropiezo que tendrían, como lo comprobaron años después cuando presentaron una versión de El rey desnudo, que trajo complicaciones. Pero hubo otros títulos más inocentes, como El encanto del bosque, Los traviesos diablillos y Una peluca para la luna. organizó su propia compañía y escribió para la misma, piezas como Con las manos en la masa, Pantomanos y El mundo de la flor verde.
Creó además la cátedra de Teatro de Títeres en la Universidad del Salvador.
Acompañó esta labor con los trabajos: Títeres y niños (1962), Títeres: magia del teatro (1963) y Teatro (1982).
En 1983 fundó junto a Sarah Bianchi el Museo Argentino del Títere, que desde agosto de 1996 que cuenta con sede propia en la calle Piedras 905 en la ciudad de Buenos Aires, en la que fuera la casa natal de Mané.

## Teatro
- El mundo de la flor verde (autora).[7]
- Revolviendo cachivaches (autora, vestuarista, escenógrafa, música, directora).[7]
- Si te chistan, no mires (autora).[7]
- Revolviendo cachivaches (autora, intérprete, directora).
- Toribio camina para atrás (autora, directora).[7]
- Toribio abre las puertas (autora, directora).[7]
- Toribio busca su media (autora, intérprete, directora).[7]
- Dicen y hacen las manos (autora, directora).[7]

## Premios y distinciones
- Premio Konex de Letras 1984: Diploma al mérito en la categoría Teatro para Niños.[8]
- Premio Konex de Espectáculos 1981: Diploma al mérito en la categoría Infantil.[9]
- Premio Titiritis de Oro (Perú, 1973).
- Premio Festival de Títeres del Uruguay (1978).
- Premio Ollantay (Venezuela, 1983).

## Publicaciones
- Tarde blanca, y otros poemas (1947)
- Títeres de guante (1959)
- Títeres y niños (1962)
- Títere: magia del teatro (1963)
- Guiñol y su mundo: con obras de la autora para representar (1966)
- Teatro (1977)
- Del escenario de teatro al muñeco actor (1988)

## Homenajes
- En la ciudad de Buenos Aires hay una escuela infantil que lleva su nombre, en la cual se brinda atención pedagógica a los niños y a las niñas hasta cinco años, es decir, en edades previas a la escolarización primaria. La Escuela Infantil N.º 02 D.E. 03 «Mané Bernardo» está ubicada en la calle Chile 1626, en el barrio de Monserrat.[6]
- En Bernal (Quilmes), en 2011, se le otorgó su nombre a un jardín de infantes.[10]
- En 1997, la ciudad de Necochea instituyó el premio «Mané-Sarah» al mejor titiritero.[11]
- El 27 de abril de 2011, en la ciudad de Zárate, provincia de Buenos Aires, la comunidad educativa del nivel inicial decidió, luego de varias propuestas, poner el nombre de "Mane Bernardo" al jardín de infantes nº 910 de dicha localidad.[12] Esto se realizó en un acto donde participaron las autoridades locales, inspectores de enseñanza, docentes, personas del barrio y gran cantidad de público infantil, que disfrutaron al finalizar un espectáculo de títeres, en homenaje a Mane Bernardo, como pionera en Argentina y el mundo de dicha actividad.